# Parité (arithmétique)
Pour les articles homonymes, voir Parité et Parité (mathématiques).
« Impair » redirige ici. Pour les articles homophones, voir Imper et Un père.

Parité de 4, 5 et 6 à l'aide de réglettes Cuisenaire

En arithmétique modulaire, étudier la parité d'un entier, c'est déterminer si cet entier est ou non un multiple de deux. Un entier multiple de deux est un entier pair, les autres sont les entiers impairs.

## Histoire
L'opposition pair/impair apparaît chez Épicharme (vers 490 av. J.-C.) : « Si tu ajoutes un caillou à un nombre impair de cailloux, ou si tu préfères à un nombre pair, ou si tu enlèves l'un de ceux qui sont déjà là, crois-tu que leur nombre va rester le même ? Non, je ne le crois pas » (Diogène Laërce, III, 11).
Chez les pythagoriciens, la notion de limité est positive comme celle d'illimité négative, et le nombre impair est masculin, limité, positif, tandis que le nombre pair est féminin, illimité, négatif. Aristote explique cette correspondance entre impair et limité, pair et illimité à partir de la représentation des nombres par un gnomon, figure coudée à angles droits qui reste quand on détache d'un carré un carré plus petit : « pour les uns [les Pythagoriciens], l'infini, c'est le pair ; car, saisi et limité par l'impair, il apporte aux êtres l'infinité ; une preuve en est ce qui arrive dans les nombres ; en ajoutant les gnomons autour de l'Un et cela à part (pour les pairs et les impairs), on obtient tantôt une figure toujours différente, tantôt la même. »
Euclide, dans ses Éléments (Livre VII et Livre IX - propositions 21 et suivantes), étudie les propriétés des nombres pairs et impairs et définit aussi les nombres pairement pairs (double d'un nombre pair), pairement impairs (produit d'un nombre pair et d'un nombre impair), impairement impair (produit de deux nombres impairs) mais exclut de son étude le nombre 1 et le nombre 0.

## Nombres pairs et impairs
Tout entier est soit pair soit impair.
- S'il est multiple de deux, c'est un nombre pair. Par exemple, les nombres : -4, 8, et 60, sont pairs. Le nombre zéro est pair, parce qu'il est égal à 2 multiplié par 0.
- Sinon, le nombre est impair. Par exemple -5, 3, et 71 sont impairs. Le nombre un est impair, c'est le plus petit entier naturel impair.

L'ensemble des entiers naturels pairs peut être écrit comme ceci :
Entiers naturels pairs = {0, 2, 4, 6, 8, 10, 12, 14,...} = {\displaystyle \{2n\mid n\in \mathbb {N} \}=2\mathbb {N} }
et l'ensemble des entiers relatifs pairs peut s'écrire comme ceci : 
Entiers relatifs pairs = {..., –8, –6, –4, –2, 0, 2, 4, 6, 8, 10, 12, 14,...} = {\displaystyle \{2n\mid n\in \mathbb {Z} \}=2\mathbb {Z} }
De même, les ensembles des entiers impairs naturels ou relatifs s'écrivent :
Entiers naturels impairs = {1, 3, 5, 7, 9, 11, ...} = {\displaystyle \{2n+1\mid n\in \mathbb {N} \}}
Entiers relatifs impairs = {..., –9, –7, –5 , –3, –1, 1, 3, 5, 7, 9, 11, 13,...} = {\displaystyle \{2n+1\mid n\in \mathbb {Z} \}}
Tout entier naturel pair sauf zéro se décompose de manière unique en produit d'une puissance de deux et d'un entier naturel impair.
18 se décompose en 2 × 9
504 = 8 × 63 = 23 × 63

## Arithmétique des nombres pairs et impairs
Les propriétés suivantes peuvent être vérifiées en utilisant les propriétés de la divisibilité. Elles sont un cas particulier de propriétés d'arithmétique modulaire, et sont communément utilisées pour vérifier si une égalité semble correcte en testant la parité de chaque côté :

### Somme et différence

La somme des n premiers nombres impairs est n : 1+3+5+...+(2n-1)=n. Animation 3D de deux vues sur un tétraèdre.

Les propriétés analogues à celles-ci pour la divisibilité par 9 sont utilisées dans la méthode de preuve par neuf :
- pair ± pair = pair ;
- pair ± impair = impair ;
- impair ± impair = pair.

Où "pair ± pair = pair" est à comprendre comme : la somme ou la différence de deux entiers pairs est un entier pair. De manière plus générale, une somme ou différence de plusieurs entiers pairs est toujours paire. Une somme ou différence de plusieurs entiers impairs est : 
- paire quand le nombre d'entiers qui la compose est pair ;
- impaire quand le nombre d'entiers de la somme est impair.

La somme des n premiers nombre impairs est n². Autrement dit, pour tout entier n supérieur à 1, on a : 
1 + 3 + 5 + ... + (2n-1) = n². Voir l'animation pour une preuve sans mots. C'est un cas particulier de somme des termes d'une suite arithmétique.

### Produit
Le produit de deux entiers est pair si et seulement si l'un (au moins) des deux facteurs est pair :
- pair × pair = pair ;
- pair × impair = pair ;
- impair × impair = impair.

En effet, pour tous entiers n, k et m on a : 2n × k = 2(nk), tandis que (2n + 1) × (2m + 1) = 2(2nm + n + m) + 1.

### Divisibilitéet quotient
Un nombre pair ne peut jamais diviser un nombre impair. Un nombre impair peut diviser un nombre pair mais alors, il divise aussi sa moitié.
Le quotient de deux nombres entiers n'est pas nécessairement un nombre entier.
Par exemple, 1 divisé par 4 égale 1/4, qui n'est ni pair ni impair, les concepts pair et impair ne s'appliquant que sur les entiers.
Mais lorsque le quotient est un entier, c'est-à-dire quand l'un divise l'autre, on peut établir les règles suivantes : 
- pair / impair = pair ;
- impair / impair = impair ;
- impair / pair n'est jamais un entier ;
- pair / pair peut être pair ou impair.

### Exposant
Si a est un réel strictement négatif et n un entier naturel, alors le signe de an dépend de la parité de n :
- si n est pair alors an est positif ;
- si n est impair alors an est négatif.

Si P est une fonction polynomiale à valeurs dans {\displaystyle \mathbb {R} } :
- si tous les exposants de x sont pairs, alors, pour tout réel x, P(–x) = P(x) ;
- si tous les exposants de x sont impairs, alors, pour tout réel x, P(–x) = –P(x).

On dit que les polynômes du premier type sont pairs et les polynômes du deuxième type sont impairs.
Si P(–x) = x4  + 7x2 – 5, alors P est pair
Si P(–x) = x5  + 8x3 – 6x, alors P est impair
C'est cette référence à la parité de l'exposant qui a donné leur nom aux fonctions paires et impaires.

## Résultats utilisant la parité

### Écriture en base
Un nombre entier exprimé dans le système de numération décimal est pair ou impair si son dernier chiffre est pair ou impair.
Suivant cela, si le dernier chiffre est 0, 2, 4, 6 ou 8 alors le nombre est pair ; si le dernier chiffre est 1, 3, 5, 7 ou 9 alors le nombre est impair.
Le même système est utilisable dans n'importe quelle base paire.
En particulier, un nombre exprimé en système de numération binaire est impair si son dernier chiffre est 1 et pair si son dernier chiffre est 0.
Dans une base impaire, le nombre est pair si la somme de ses chiffres est paire, et est impair si la somme de ses chiffres est impaire.
Tout nombre n pair ≥ 8 est un nombre brésilien car il existe k ≥ 4 tel que n = 2 × k, donc il  s'écrit avec le seul chiffre 2 dans la base k–1 : n = 22k–1 avec k – 1 ≥ 3.

### Nombres premiers, nombres parfaits
Tous les nombres premiers sont impairs, avec une exception : le nombre premier 2.
Aucun nombre pair n'est premier, avec une exception : le nombre premier 2.
La conjecture de Goldbach établit que chaque entier pair supérieur à 2 peut être représenté comme une somme de deux nombres premiers. Les calculs modernes par ordinateur ont montré que cette conjecture est vraie pour les entiers inférieurs à 4 × 1014, mais la démonstration générale n'a pas encore été trouvée.
Tous les nombres parfaits connus sont pairs ; nous ne savons toujours pas s'il existe un nombre parfait impair.

### Structures
Les nombres pairs forment un idéal dans l'anneau des entiers, mais pas les nombres impairs.
Un entier est pair s'il est congru à 0 modulo cet idéal, en d'autres termes s'il est congru à 0 modulo 2, et impair s'il est congru à 1 modulo 2.
Le théorème de Feit-Thompson établit qu'un groupe fini est toujours résoluble si son ordre est un nombre impair. Ceci est un exemple de nombres impairs jouant un rôle dans les théorèmes de mathématiques plus poussées où la méthode d'application d'une simple hypothèse d'« ordre impair » est loin d'être évidente.

### Musique
Avec les instruments à vent qui sont cylindriques et clos à une extrémité, comme la clarinette à bec, les harmoniques produits sont des multiples impairs de la fréquence fondamentale.